# Aiguilles d'Arpette
Aiguilles d'Arpette är en bergstopp i Schweiz. Den ligger i distriktet Entremont och kantonen Valais, i den sydvästra delen av landet, 110 km söder om huvudstaden Bern. Toppen på Aiguilles d'Arpette är 3 058 meter över havet.